# The Professor
The Professor es una película muda de cine estadounidense hecha por First National en 1919 con la dirección de Charles Chaplin, quien también la protagoniza junto con Albert Austin, Henry Bergman, Loyal Underwood, Tom Wilson y Tom Wood. El film nunca fue estrenado, ni siquiera terminado, ya que Chaplin abandonó la producción después de haberse filmado una sola escena.

## Reparto
- Charles Chaplin - Profesor Bosco.
- Albert Austin - Hombre en la posada.
- Henry Bergman - Hombre barbudo en la posada.
- Loyal Underwood - Propietario de la posada.
- Tom Wilson - Hombre en la posada.
- Tom Wood - Hombre gordo en la posada.

## Historia
La película es la historia del Profesor Bosco, un pobre artista callejero que viaja con un circo de pulgas amaestradas. cuando llega ala posada para dormir un poco comienzan los problemas cuando las pulgas empiezan a hacer estragos en otros vagabundos que están en la posada.
Los temas de The Professor son los de la búsqueda de la felicidad en la adversidad y la pobreza que Chaplin era tan hábil para plantear. En este caso, a diferencia del pequeño hombrecillo, el profesor Bosco es un hombre mayor y, de alguna manera, amargado, que está más preocupado por las pulgas que por su bienestar. Probablemente este fue un intento de Chaplin de modificar el vagabundo, y es tan convincente que no parecen la misma persona. El realismo de la escena  (a pesar de los efectos cómicos a causa de las pulgas) retornaría en  The Kid y parece que  Chaplin usó los mismos lugares para la filmación de las dos películas.
El filme está incompleto, consiste solamente en un par de gags completamente basados en el despliegue de pantomimas en las que Chaplin muestra su completo dominio de la técnica. El gag más famoso fue usado posteriormente en Candilejas, cuando Chaplin personifica a un actor, Calvero, entrenador de pulgas. La diferencia es que en tanto se supone que las pulgas en The Professor son reales, en Candilejas son solamente parte del acto; si bien el gag aparenta ser exactamente el mismo, esa pequeña diferente produce un efecto muy diferente en cada película.
No hay certeza acerca del motivo por el cual Chaplin dejó de trabajar en este proyecto. Es probable que presintiera que el Profesor Bosco no sería aceptado por sus seguidores, pero afortunadamente conservó en su cabeza lo mejor de la película para usarlo en futuros filmes.